# Erebus subobscura
Erebus subobscura là một loài bướm đêm trong họ Erebidae.